# Spartak Gogniev
Spartak Artourovitch Gogniev (en russe : Спартак Артурович Гогниев) est un footballeur international puis entraîneur russe né le 19 janvier 1981 à Ordjonikidze.
Évoluant au poste d'attaquant, Gogniev fait ses débuts dans sa ville natale au sein de l'Iriston puis de l'Avtodor entre 1998 et 2000 avant de partir au Dynamo Moscou puis de rejoindre le CSKA entre 2001 et 2004, où il remporte notamment le championnat russe en 2003 malgré un temps de jeu limité. Il passe par la suite par plusieurs équipes de la première division russe avant d'aller au Kamaz Naberejnye Tchelny en deuxième division, où il connaît ses années les plus prolifiques entre 2008 et 2010. Après un passage au FK Krasnodar, il rejoint en 2012 l'Oural Iekaterinbourg où il joue pendant près de quatre ans, finissant notamment meilleur buteur de deuxième division en 2013. Il joue ensuite au Kouban Krasnodar où il termine finalement sa carrière à l'automne 2018, à l'age de 37 ans.
Devenant entraîneur par la suite, il obtient son premier poste en début d'année 2019 en étant nommé à la tête du Spartak Vladikavkaz, qui devient l'Alania dès l'été suivant. Il reste en fonctions jusqu'en mai 2022.

## Biographie

### Carrière de joueur

#### Débuts à Vladikavkaz et départ à Moscou (1998-2004)
Natif d'Ordjonikidze, renommée Vladikavkaz en 1991, c'est dans cette ville que Gogniev effectue sa formation et intègre les équipes de jeunes du club de l'Iriston Vladikavkaz avant d'y faire ses débuts professionnels lors de la saison 1998, jouant trente-quatre matchs en troisième division pour quatre buts marqués. Il part ensuite l'année suivante dans l'autre équipe municipale de l'Avtodor Vladikavkaz qui évolue au même niveau, et y passe une saison et demie, marquant 19 buts en 52 matchs.
Il quitte par la suite Vladikavkaz à l'âge de 19 ans pour rallier la capitale fédérale Moscou et le Dynamo, avec qui il découvre la première division lors de la deuxième moitié de la saison 2000. Il s'y fait ainsi rapidement remarquer en marquant dès son premier match contre le Zénith Saint-Pétersbourg, et trouve par la suite le chemin des filets à quatre autres reprises en quinze matchs de championnat. En parallèle, il dispute également la Coupe UEFA en jouant deux matchs face au Lillestrøm SK lors du premier tour, ne marquant aucun but tandis que son équipe est finalement éliminée. Ses performances lui valent ainsi d'être transféré dès l'été suivant dans l'équipe du CSKA, où il marque cinq buts en quatorze matchs de championnat en fin de saison 2001. Il peine cependant à maintenir cette forme par la suite et est progressivement relégué sur le banc, ne jouant ainsi que onze matchs en championnat lors de l'exercice 2003 qui voit les siens terminer champions de Russe. Il découvre cette même année la Ligue des champions et inscrit un but lors du match retour de la confrontation face au Vardar Skopje en phase qualificative, ce qui ne suffit cependant pas à qualifier son équipe qui est finalement vaincue.

#### Piges en première division et passage au Kamaz (2004-2010)
Inutilisé en début d'année 2004, Gogniev est finalement prêté au Rotor Volgograd pour la deuxième partie de saison. Il y dispute seize matchs de championnat pour cinq buts inscrits, ce qui ne suffit cependant pas à éviter la relégation du club à la fin de l'exercice. Il quitte par la suite le CSKA pour revenir à Vladikavkaz au sein de l'Alania, où il est régulièrement titularisé lors de la saison 2005 et marque six buts en championnat. L'équipe est par la suite reléguée à la fin de l'année et Gogniev s'engage avec le Saturn Ramenskoïe. Il y est cependant peu utilisé lors du début d'année 2006 et est prêté au FK Rostov pour la fin de saison où il offre notamment la victoire aux siens contre le CSKA Moscou dès son deuxième matchs avant d'être par la suite mis à l'écart de l'effectif.
Après un passage au Kouban Krasnodar la saison suivante qui le voit à nouveau passer la majorité de l'exercice hors des terrains, Gogniev quitte finalement la première division pour rallier le deuxième échelon et l'équipe du Kamaz Naberejnye Tchelny en 2008. Il y devient rapidement un buteur prolifique, marquant 47 buts en 96 matchs de championnat entre 2008 et 2010, bien que ne parvenant jamais à amener le club à la promotion dans l'élite, celui-ci devant se contenter de places d'outsider. Il parvient cependant à finir deux fois vice-meilleur buteur de deuxième division lors de la saison 2009.

#### Passage au FK Krasnodar (2010-2011)

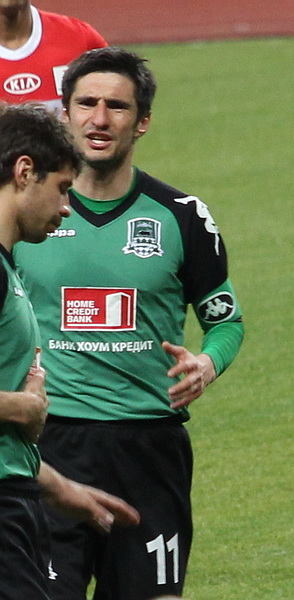
Spartak Gogniev avec le FK Krasnodar en 2011.

Gogniev quitte finalement le Kamaz à la mi-2010 pour rejoindre le FK Krasnodar où il marque cinq buts lors de la deuxième partie de saison et termine à nouveau deuxième meilleur buteur tandis que le club finit cinquième en championnat avant d'être promu administrativement en première division. Ce retour au premier échelon reste cependant dans la lignée de ses précédents passages, avec aucun but marqués en treize matchs lors du début de saison 2011-2012.
Évoluant alors avec les équipes réserves, il est impliqué le 4 novembre 2011 dans une bagarre lors d'un match entre les équipes de jeunes de Krasnodar et du Terek Grozny au cours duquel Gogniev est expulsé du terrain mais refuse dans un premier temps de sortir, amenant à une altercation avec les arbitres du match, avant d'être agressé par une partie des forces de police et des stadiers alors qu'il rejoignait les vestiaires, lui valant deux côtes cassées, une fracture du nez et une commotion cérébrale,. Le Terek se voit alors sanctionné d'une défaite technique 3-0, qui était originellement le résultat final du match, ainsi que d'une amende de 500 000 roubles et de deux matchs à domicile sur terrain neutre. Dans le même temps, le joueur écope d'une amende de 50 000 roubles et est suspendu pour six matchs du championnat de jeunes. Il quitte par la suite Krasnodar en fin d'année 2011.

#### Départ à Iekaterinbourg et fin de carrière au Kouban (2012-2018)

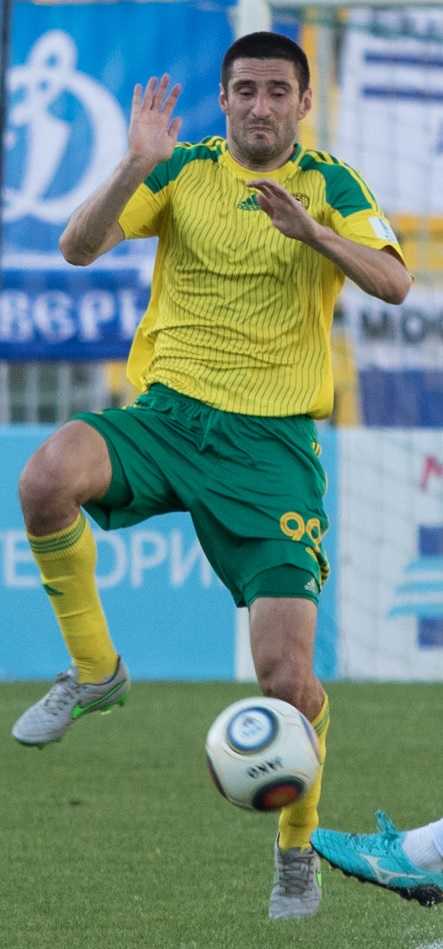
Spartak Gogniev avec le Kouban Krasnodar en 2017.

Rejoignant par la suite l'Oural Iekaterinbourg en deuxième division, il s'y démarque particulièrement lors de l'exercice suivant en inscrivant dix-sept buts en vingt-cinq matchs de championnat, lui permettant de finir meilleur buteur de la compétition et d'assurer aux siens le titre de champion. Il continue ensuite sur sa lancée au premier échelon lors de la saison 2013-2014, avec notamment un doublé dès le premier match de championnat contre le CSKA Moscou avant d'en marquer sept autres contribuant au maintien du club. Par la suite relégué à un statut de joueur de rotation, Gogniev se démarque à nouveau lors de l'exercice 2015-2016 en marquant huit buts en championnat, incluant un triplé contre l'Anji Makhatchkala au mois de mars 2016,.
Il quitte par la suite l'Oural à l'issue de cette dernière saison pour faire son retour à Krasnodar au sein du Kouban en deuxième division. Il y marque dix buts lors de sa première saison. Après une saison 2017-2018 le voyant marquer cinq buts tout en étant régulièrement utilisé dans la rotation, la rétrogradation administrative du club à l'issue de l'exercice voit Gogniev être libéré de son contrat et annoncer la fin de sa carrière professionnelle à l'automne 2018, à l'âge de 37 ans.

### Carrière internationale
Jamais sélection en équipe A, Gogniev évolue cependant régulièrement au sein de la sélection des espoirs entre 2000 et 2003 sous les ordres successifs de Valeri Gladiline (en), Valeri Gazzaev et Andreï Tchernychov. Il prend ainsi activement part aux phases qualificatives des Euro espoirs de 2002 et de 2004 pour lesquels la Russie échoue à chaque fois à se qualifier, tandis que le joueur inscrit pas moins de treize buts en dix-neuf sélections.
Le joueur est par la suite appelé avec la Russie B (en) par Iouri Smirnov (ru) au mois d'août 2004 pour un match amical contre le Kazakhstan, où il est titularisé et inscrit un but dès la quatrième minute avant d'être sorti à la mi-temps, tandis que les siens concèdent finalement un match nul un partout. Il n'est ensuite plus appelé en sélection.

### Carrière d'entraîneur
Détenteur d'une licence UEFA de catégorie A, Gogniev est nommé à la tête du Spartak Vladikavkaz au mois de janvier 2019, quelques mois après sa fin de carrière, où il remplace Iouri Gazzaïev alors que le club se classe douzième du groupe Sud de la troisième division à la mi-saison et termine par la suite dixième.
Durant l'été 2019, le Spartak est racheté par l'homme d'affaires Vladimir Gouriev qui renomme l'équipe Alania tandis que Gogniev est maintenu à son poste. Il amène ensuite le club à la deuxième place de son groupe à l'issue de la saison 2019-2020 avant que celui-ci ne soit promu administrativement en deuxième division pour l'exercice suivant. Sous ses ordres, l'équipe parvient à jouer les premiers rôles dans la course à la promotion et se classe cinquième à l'issue de la première partie de saison. À l'issue d'un match perdu face au Tom Tomsk le 27 février 2021, il inflige un coup de poing à l'arbitre de la rencontre, qui l'avait déjà exclu de son banc plus tôt durant la partie. Cet incident lui vaut d'être suspendu pour huit matchs. Malgré cela, l'Alania poursuit sur sa lancée et termine à une quatrième place synonyme de barrage de promotion au terme de la saison. Faute d'un stade de capacité suffisante, le club se voit cependant refuser la participation au barrage.
L'exercice 2021-2022 voit une nouvelle fois l'Alania prendre part à la lutte pour la montée, le club se plaçant notamment quatrième à la trêve hivernale. La deuxième partie de saison s'avère cependant plus compliquée tandis que l'équipe finit par décrocher lors des dernières journées pour finalement se classer septième. Dans le même temps, l'Alania réalise un parcours notable en Coupe de Russie où il atteint le stade des demi-finales, éliminant notamment le Zénith Saint-Pétersbourg avant de s'incliner face au Dynamo Moscou. Au terme de l'exercice, Gogniev quitte ses fonctions d'un accord commun avec ses dirigeants.
Le 2 septembre 2022, il est nommé à la tête du FK Khimki pensionnaire de première division.

## Statistiques
| Saison                | Club                     | Championnat           | Championnat | Championnat | Coupe(s) nationale(s) | Coupe(s) nationale(s) | Compétition(s) continentale(s) | Compétition(s) continentale(s) | Compétition(s) continentale(s) | Total | Total |
| Saison                | Club                     | Division              | M.          | B.          | M.                    | B.                    | Comp.                          | M.                             | B.                             | M.    | B.    |
| 1998                  | Iriston Vladikavkaz      | D3                    | 34          | 4           | 1                     | 1                     | -                              | -                              | -                              | 35    | 5     |
| 1999                  | Avtodor Vladikavkaz      | D3                    | 31          | 12          | 3                     | 0                     | -                              | -                              | -                              | 34    | 12    |
| 2000                  | Avtodor Vladikavkaz      | D3                    | 16          | 5           | 2                     | 2                     | -                              | -                              | -                              | 18    | 7     |
| Sous-total            | Sous-total               | Sous-total            | 81          | 21          | 6                     | 3                     | -                              | -                              | -                              | 87    | 24    |
| 2000                  | Dynamo Moscou            | D1                    | 15          | 5           | 1                     | 0                     | C3                             | 2                              | 0                              | 18    | 5     |
| 2001                  | Dynamo Moscou            | D1                    | 13          | 2           | -                     | -                     | -                              | -                              | -                              | 13    | 2     |
| Sous-total            | Sous-total               | Sous-total            | 28          | 7           | 1                     | 0                     | -                              | 2                              | 0                              | 31    | 7     |
| 2001                  | CSKA Moscou              | D1                    | 14          | 5           | 2                     | 0                     | -                              | -                              | -                              | 16    | 5     |
| 2002                  | CSKA Moscou              | D1                    | 21          | 2           | 2                     | 0                     | -                              | -                              | -                              | 23    | 2     |
| 2003                  | CSKA Moscou              | D1                    | 11          | 2           | 2                     | 0                     | C1                             | 2                              | 1                              | 15    | 3     |
| 2004                  | CSKA Moscou              | D1                    | -           | -           | -                     | -                     | -                              | -                              | -                              | 0     | 0     |
| Sous-total            | Sous-total               | Sous-total            | 46          | 9           | 6                     | 0                     | -                              | 2                              | 1                              | 54    | 10    |
| 2004                  | Rotor Volgograd (prêt)   | D1                    | 16          | 5           | 2                     | 2                     | -                              | -                              | -                              | 18    | 7     |
| 2005                  | Alania Vladikavkaz       | D1                    | 28          | 6           | 3                     | 1                     | -                              | -                              | -                              | 31    | 7     |
| 2006                  | Saturn Ramenskoïe        | D1                    | 7           | 1           | 2                     | 0                     | -                              | -                              | -                              | 9     | 1     |
| 2006                  | FK Rostov (prêt)         | D1                    | 11          | 3           | 1                     | 0                     | -                              | -                              | -                              | 12    | 3     |
| 2007                  | Kouban Krasnodar         | D1                    | 12          | 0           | 1                     | 2                     | -                              | -                              | -                              | 13    | 2     |
| Sous-total            | Sous-total               | Sous-total            | 74          | 15          | 9                     | 5                     | -                              | -                              | -                              | 83    | 20    |
| 2008                  | Kamaz Naberejnye Tchelny | D2                    | 40          | 17          | 1                     | 0                     | -                              | -                              | -                              | 41    | 17    |
| 2009                  | Kamaz Naberejnye Tchelny | D2                    | 37          | 17          | -                     | -                     | -                              | -                              | -                              | 37    | 17    |
| 2010                  | Kamaz Naberejnye Tchelny | D2                    | 19          | 13          | 1                     | 0                     | -                              | -                              | -                              | 20    | 13    |
| Sous-total            | Sous-total               | Sous-total            | 96          | 47          | 2                     | 0                     | -                              | -                              | -                              | 98    | 47    |
| 2010                  | FK Krasnodar             | D2                    | 18          | 5           | -                     | -                     | -                              | -                              | -                              | 18    | 5     |
| 2011-2012             | FK Krasnodar             | D1                    | 13          | 0           | 2                     | 1                     | -                              | -                              | -                              | 15    | 1     |
| Sous-total            | Sous-total               | Sous-total            | 31          | 5           | 2                     | 1                     | -                              | -                              | -                              | 33    | 6     |
| 2011-2012             | Oural Iekaterinbourg     | D2                    | 12          | 3           | -                     | -                     | -                              | -                              | -                              | 12    | 3     |
| 2012-2013             | Oural Iekaterinbourg     | D2                    | 25          | 17          | 1                     | 0                     | -                              | -                              | -                              | 26    | 17    |
| 2013-2014             | Oural Iekaterinbourg     | D1                    | 26          | 9           | -                     | -                     | -                              | -                              | -                              | 26    | 9     |
| 2014-2015             | Oural Iekaterinbourg     | D1                    | 16          | 2           | 1                     | 0                     | -                              | -                              | -                              | 17    | 2     |
| 2015-2016             | Oural Iekaterinbourg     | D1                    | 17          | 8           | 1                     | 1                     | -                              | -                              | -                              | 18    | 9     |
| Sous-total            | Sous-total               | Sous-total            | 96          | 39          | 3                     | 1                     | -                              | -                              | -                              | 99    | 40    |
| 2016-2017             | Kouban Krasnodar         | D2                    | 23          | 10          | -                     | -                     | -                              | -                              | -                              | 23    | 10    |
| 2017-2018             | Kouban Krasnodar         | D2                    | 25          | 5           | 1                     | 0                     | -                              | -                              | -                              | 26    | 5     |
| Sous-total            | Sous-total               | Sous-total            | 48          | 15          | 1                     | 0                     | -                              | -                              | -                              | 49    | 15    |
| Total sur la carrière | Total sur la carrière    | Total sur la carrière | 500         | 158         | 30                    | 10                    | -                              | 4                              | 1                              | 534   | 169   |

## Palmarès
CSKA Moscou
- Champion de Russie en 2003.
- Vice-champion de Russie en 2002.

 Oural Iekaterinbourg
- Champion de Russie de deuxième division en 2013.
- Meilleur buteur du championnat de Russie de deuxième division en 2013.